# Narinder Singh Kapany
Narinder Singh Kapany   (Moga, 31 d'octubre de 1926 - Redwood City, 4 de desembre de 2020) fou un científic indi de religió sikh nacionalitzat estatunidenc.

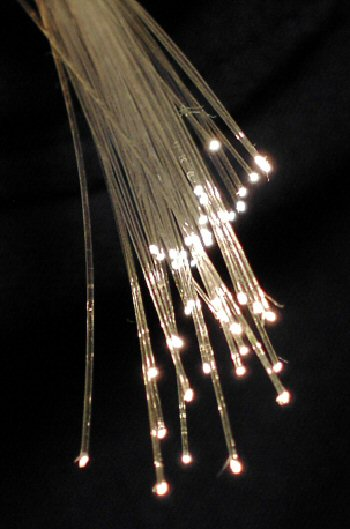
Fibra òptica

Els seus treballs es basen en la fibra òptica i comunicacions, àmpliament reconegut com a «pare de la fibra òptica»; es va graduar a la Universitat d'Agra, pioner en la recerca de fibres òptiques a l'Imperial College de Londres, on va obtenir el Doctorat el 1955 treballant amb Harold Hopkins.
Va escriure el seu primer llibre titulat Fibres òptiques. Principis i aplicacions el 1967, i esmentat com un dels set herois no cantats per la revista Fortune en la seva edició «Homes de Negocis del Segle» del 22 de novembre de 1999.
La seva recerca i invents abasten fibres òptiques per a imatges mèdiques, làsers, instruments biomèdics, energia solar i vigilància de contaminació.